# Cyphocoleus
Cyphocoleus is een geslacht van kevers uit de familie van de loopkevers (Carabidae). De wetenschappelijke naam van het geslacht is voor het eerst geldig gepubliceerd in 1877 door Chaudoir.

## Soorten
Het geslacht Cyphocoleus omvat de volgende soorten:
- Cyphocoleus atkinsoni Fauvel, 1882
- Cyphocoleus cardiopterus Chaudoir, 1877
- Cyphocoleus cychroides Chaudoir, 1877
- Cyphocoleus flavipes Fauvel, 1882
- Cyphocoleus globulicollis Fauvel, 1882
- Cyphocoleus heterogenus Chaudoir, 1877
- Cyphocoleus latipennis Fauvel, 1882
- Cyphocoleus miricollis Fauvel, 1882
- Cyphocoleus ovicollis Fauvel, 1882